# 奥雷利·玛丽·伊丽莎·阿勒奇
奥雷利·玛丽·伊丽莎·阿勒奇（Aurelie Marie Elisa Allet，1997年7月1日—），毛里裘斯女子羽毛球運動員。

## 簡歷
2017年11月，奥雷利·玛丽·伊丽莎·阿勒奇出戰博茨瓦納羽毛球國際賽，與喬治·朱利安·保羅合作赢得混合雙打比賽亞軍。

## 主要比賽成績
只列出曾進入準決賽的國際賽事成績：
| 年份   | 賽事                         | 公開賽級別 | 項目     | 搭檔                 | 成績   |
| ------ | ---------------------------- | ---------- | -------- | -------------------- | ------ |
| 2016年 | 羅斯希爾羽毛球國際賽         | 未來系列賽 | 女子單打 | －                   | 準決賽 |
| 2016年 | 毛里裘斯羽毛球國際賽         | 國際系列賽 | 女子雙打 | Shaama Sandooyea     | 準決賽 |
| 2016年 | 毛里裘斯羽毛球國際賽         | 國際系列賽 | 混合雙打 | 沙希尔·阿卜杜勒·埃杜 | 準決賽 |
| 2017年 | 毛里裘斯羽毛球國際賽         | 國際系列賽 | 混合雙打 | 沙希尔·阿卜杜勒·埃杜 | 準決賽 |
| 2017年 | 博茨瓦納羽毛球國際賽         | 國際系列賽 | 女子雙打 | 科比塔·杜基          | 準決賽 |
| 2017年 | 博茨瓦納羽毛球國際賽         | 國際系列賽 | 混合雙打 | 喬治·朱利安·保羅     | 亞軍   |
| 2017年 | 南非羽毛球國際賽             | 國際系列賽 | 女子雙打 | 科比塔·杜基          | 準決賽 |
| 2018年 | 全非洲羽毛球男女子團體錦標賽 | 其他       | 女子團體 | －                   | 冠軍   |
| 2018年 | 烏干達羽毛球國際賽           | 國際系列賽 | 混合雙打 | 喬治·朱利安·保羅     | 亞軍   |
| 2018年 | 毛里裘斯羽毛球國際賽         | 未來系列賽 | 女子單打 | －                   | 準決賽 |
| 2018年 | 毛里裘斯羽毛球國際賽         | 未來系列賽 | 混合雙打 | 喬治·朱利安·保羅     | 冠軍   |
| 2019年 | 毛里裘斯羽毛球國際賽         | 國際系列賽 | 女子雙打 | 科比塔·杜基          | 亞軍   |
| 2019年 | 毛里裘斯羽毛球國際賽         | 國際系列賽 | 混合雙打 | 阿蒂什·卢巴          | 準決賽 |
| 2019年 | 非洲運動會羽毛球比賽         | 其他       | 混合雙打 | 喬治·朱利安·保羅     | 銅牌   |
| 2020年 | 全非洲羽毛球男女子團體錦標賽 | 其他       | 女子團體 | －                   | 季軍   |

| 2007-2017年 | 首要超級賽 | 超級賽 | 黃金大獎賽 | 大獎賽 | 國際挑戰賽 | 國際系列賽 | 未來系列賽 | 其他 |

| 2018-2026年 | 總決賽 | 超級1000賽 | 超級750賽 | 超級500賽 | 超級300賽 | 超級100賽 | 國際挑戰賽 | 國際系列賽 | 未來系列賽 | 其他 |